# À l'Olympia no 2
Albums de Gilbert Bécaud
Alors raconte Salut les copains
(1957)
À l'Olympia no 2 est le second album enregistré à l'Olympia de Gilbert Bécaud en compagnie de Raymond Bernard et son ensemble paru en 1957 au format 33 tours 25cm.
Ce disque fut retiré de la vente pour mauvaise prise de son, mais dont 4 titres se trouvent sur la compilation Bécolympia.

## Face A
1. Il fait des bonds... (le Pierrot qui danse) (Louis Amade/Gilbert Bécaud)
2. Ça (Charles Aznavour/Gilbert Bécaud)
3. La Ville (Charles Aznavour/Gilbert Bécaud)
4. Les Marchés de Provence (Louis Amade/Gilbert Bécaud)

## Face B
1. Salut les copains (Pierre Delanoë/Gilbert Bécaud)
2. Ça claque (Pierre Delanoë/Gilbert Bécaud)
3. Le Jour où la pluie viendra (Pierre Delanoë/Gilbert Bécaud)
4. Le Pays d'où je viens (Louis Amade/Gilbert Bécaud)